# Дивізіон 1 (футбольна ліга у Швеції)
Дивізіон 1 (швед. Division 1) — третя за рівнем футбольна ліга Швеції. З 2020 р. — «Еттан».
У 1987-1999 роках «Дивізіон 1» була другою за рівнем лігою чемпіонату Швеції. У 2000 р. її замінила «Супереттан». У 2006 році «Дивізіон 1» знову впроваджена до системи футбольних ліг Швеції, але вже як третій рівень змагань. З 2020 року вживається спрощена назва «Еттан». 
Складається з двох груп по 16 команд, розділених за географічним принципом на «Північну» (Norra) та «Південну» (Södra). Змагання проводяться за системою весна-осінь. 
За результатами сезону переможці груп виходять до Супереттан. Команди, які зайняли другі місця в групах, грають перехідні матчі за вихід до Супереттан з командами, які зайняти в цій лізі 13-е і 14-е місця. Команди з 3-х останніх місць Дивізіону 1 вибувають до Дивізіону 2, їх заміняють переможці 6 груп з Дивізіону 2.

Лого 2006-2019 рр.

## Учасники сезону 2018 року
| Північна група (Norra)              |
| ----------------------------------- |
| «Акрополіс» ІФ (Стокгольм)          |
| «Арамеїск-Сиріанска» ІФ (Стокгольм) |
| «Ассиріска» ФФ (Седертельє)         |
| Вестерос СК                         |
| ФК «Лінчепінг Сіті» (Лінчепінг)     |
| «Карлслундс» ІФ (Еребру)            |
| «Карлстад Юнайтед» БК (Карлстад)    |
| Ничепінг БІС                        |
| «Риннінге» ІК (Еребру)              |
| Сандвікенс ІФ                       |
| «Сиріанска» ФК (Седертельє)         |
| Соллентуна ФФ                       |
| «Тім Торенгруппен» ФФ (Умео)        |
| Умео ФК                             |
| БК «Форвард» (Еребру)               |
| Шеллефтео ФФ                        |

| Південна група (Södra)         |
| ------------------------------ |
| Греббестадс ІФ                 |
| Гускварна ФФ                   |
| Енгельгольмс ФФ                |
| «Ескільмінне» ІФ (Гельсінборг) |
| ФК Карлскруна                  |
| Крістіанстад ФК                |
| Лундс БК                       |
| М'єльбю АІФ                    |
| ІК «Оддевольд» (Уддевалла)     |
| Оскарсгамнс АІК                |
| Отвідабергс ФФ                 |
| Твоокерс ІФ                    |
| «Турнс» ІФ (Стонгбю)           |
| «Утсіктенс» БК (Гетеборг)      |
| Юнгшиле СК                     |
| Шевде АІК                      |

## Переможці (1987–1999)
| Сезон                      | Північна група (Norra) | Південна група (Södra)       | Східна група (Östra)   | Західна група (Västra)       |
| -------------------------- | ---------------------- | ---------------------------- | ---------------------- | ---------------------------- |
| «Дивізіон 1» як друга ліга |                        |                              |                        |                              |
| 1987                       | «Юргорден» (Стокгольм) | ГАІС Гетеборг                |                        |                              |
| 1988                       | Еребру СК              | Гальмстад БК                 |                        |                              |
| 1989                       | «Гаммарбю» (Стокгольм) | «Естерс» (Векше)             |                        |                              |
| 1990                       | ГІФ Сундсвалль         | «Геккен» (Гетеборг)          |                        |                              |
| 1991                       | Кіруна ФФ              | Треллеборг ФФ                | «Гаммарбю» (Стокгольм) | «Вестра Фрелунда» (Гетеборг) |
| 1992                       | ІФК Сундсвалль         | Гальмстад БК                 | «Браге» (Бурленге)     | «Геккен» (Гетеборг)          |
| 1993                       | «Гаммарбю» (Стокгольм) | Ландскруна БоІС              |                        |                              |
| 1994                       | «Юргорден» (Стокгольм) | «Ергрюте» (Гетеборг)         |                        |                              |
| 1995                       | Умео ФК                | «Оддевольд» (Уддевалла)      |                        |                              |
| 1996                       | Вестерос СК            | «Ельфсборг» (Бурос)          |                        |                              |
| 1997                       | «Гаммарбю» (Стокгольм) | «Вестра Фрелунда» (Гетеборг) |                        |                              |
| 1998                       | «Юргорден» (Стокгольм) | Кальмар ФФ                   |                        |                              |
| 1999                       | ГІФ Сундсвалль         | «Геккен» (Гетеборг)          |                        |                              |

## Переможці (з 2006)
| «Дивізіон 1» як третя ліга |                                 |                            |
| 2006                       | Енчепінг СК                     | ІФ «Сильвія» (Норрчепінг)  |
| 2007                       | «Ассиріска» ФФ (Седертельє)     | «Квідінг» ФІФ (Гетеборг)   |
| 2008                       | «Сиріанска» ФК (Седертельє)     | ФК Тролльгеттан            |
| 2009                       | Дегерфорс ІФ                    | «Естерс» ІФ (Векше)        |
| 2010                       | Вестерос СК                     | ІФК Вернаму                |
| 2011                       | Умео ФК                         | Варбергс БоІС              |
| 2012                       | Естерсундс ФК                   | «Ергрюте» ІС (Гетеборг)    |
| 2013                       | ІК «Сіріус» (Уппсала)           | Гускварна ФФ               |
| 2014                       | АФК «Юнайтед» (Уппландс-Весбю)  | «Утсіктенс» БК (Гетеборг)  |
| 2015                       | «Далькурд» ФФ (Бурленге)        | Треллеборг ФФ              |
| 2016                       | ІФ «Броммапойкарна» (Стокгольм) | «Естерс» ІФ (Векше)        |
| 2017                       | ІК «Браге» (Бурленге)           | Ландскруна БоІС            |
| 2018                       | Вестерос СК                     | М'єльбю АІФ                |
| 2019                       | «Акрополіс» ІФ (Стокгольм)      | Юнгшиле СК                 |
| «Еттан» як третя ліга      |                                 |                            |
| 2020                       | «Васалундс» ІФ (Стокгольм)      | ІФК Вернаму                |
| 2021                       | ІФ «Броммапойкарна» (Стокгольм) | «Утсіктенс» БК (Гетеборг)  |
| 2022                       | «Єфле» ІФ (Євле)                | ГАІС Гетеборг              |
| 2023                       | Сандвікен ІФ                    | ІК «Оддевольд» (Уддевалла) |
| 2024                       |                                 |                            |